# Aranykorona (földminősítési értékszám)
A mai napig használatos földminősítési értékszám, egységnyi területű föld (például 1 katasztrális hold) tiszta jövedelmének, vagyis termőképességének, fekvésének, művelhetőségének mutatója.
Magyarországon az 1850-ben kiadott „Császári Pátens”, majd az 1875. évi VII. törvénycikk alapján bevezetett „első magyar hozadéki kataszter” lett az alapja a földek közötti különbségtételnek, és a föld minőségi mutatói megállapításának. 1900-ig az ezüst alapú forintban határozták meg a föld jövedelmezőségét, utána pedig aranykoronában. Ez a rendszer aranykorona-értékben fejezi ki a földek közötti minőségi különbségeket, és ezen érték alapján fizettek a földtulajdonosok adót. Az aranykorona-érték megállapításának alapja, hogy e hozadéki földadókataszteri rendszerben a különböző művelési ághoz tartozó és különböző minőségű földek hozadékát, illetve tiszta jövedelmét igyekeztek meghatározni. Az 1870-es évek óta jelentősen megváltoztak a mezőgazdasági és általában a gazdasági viszonyok, ezért az aranykoronaérték, mint tényleges jövedelemszint, elavult, de relatív értékszámként továbbra is használatban maradt. Magyarországon 1 hektár átlagos aranykoronaértéke 19.
A talajok minőségének és termőképességének megállapítására talajbírálati eljárást dolgoztak ki (földértékelés, bonitálás). Hazánkban a földadót 1850-ben vezették be. Az adót a birtokosok bevallása és a hivatalok felvételei alapján vetették ki. A földek közötti különbségtételt és a föld minőségi mutatóinak a megállapítását lehetővé tevő első magyar hozadéki katasztert a földadó szabályozásáról szóló rendelet alapozta meg. Ez az aranykorona-értékben fejezi ki a földek közötti minőségi különbséget.
A jelenleg alkalmazott földértékelési rendszer két értékszámot vesz figyelembe: – a tulajdonviszonyok szerepét a tulajdonszám érzékelteti, ami a talaj termékenységének kifejezője 1-100-ig – a természeti viszonyok összességének hatásához a talajértéken kívül az éghajlati, domborzati, vízviszonyok mértékelése szükséges, melyek együttesen a termőhelyi értékszámot adják.
A Talaj értékszám meghatározásakor a talajosztály altípusaiból kell kiindulni. Ezekre vonatkozóan adják meg a talaj pontértékének alsó és felső határát, a változati tulajdonságok a részértékszámok képviselik. Csökkentik a talajtípus értékszámkészletét, mert a részértékszámokat a tulajdonságok negatív hatások szerint alakították ki.
Ezeknek a feltételeknek kell megfelelni:
- termelési értékszám
- éghajlat
- domborzat
- vízviszonyok